# Чхонджи
Чхонджи или Тяньчи (кор. 천지, кит. 天池, известно также как «Небесное озеро») — вулканическое озеро, расположенное на границе КНДР и Китая. Находится в кальдере вулканической горы Пэктусан, которая является частью хребта Чанбайшань.
С 1979 года озеро входит в состав международного биосферного заповедника. Озеро зарегистрировано Национальным союзом охраны природы КНДР как Природный памятник № 351.

## Описание

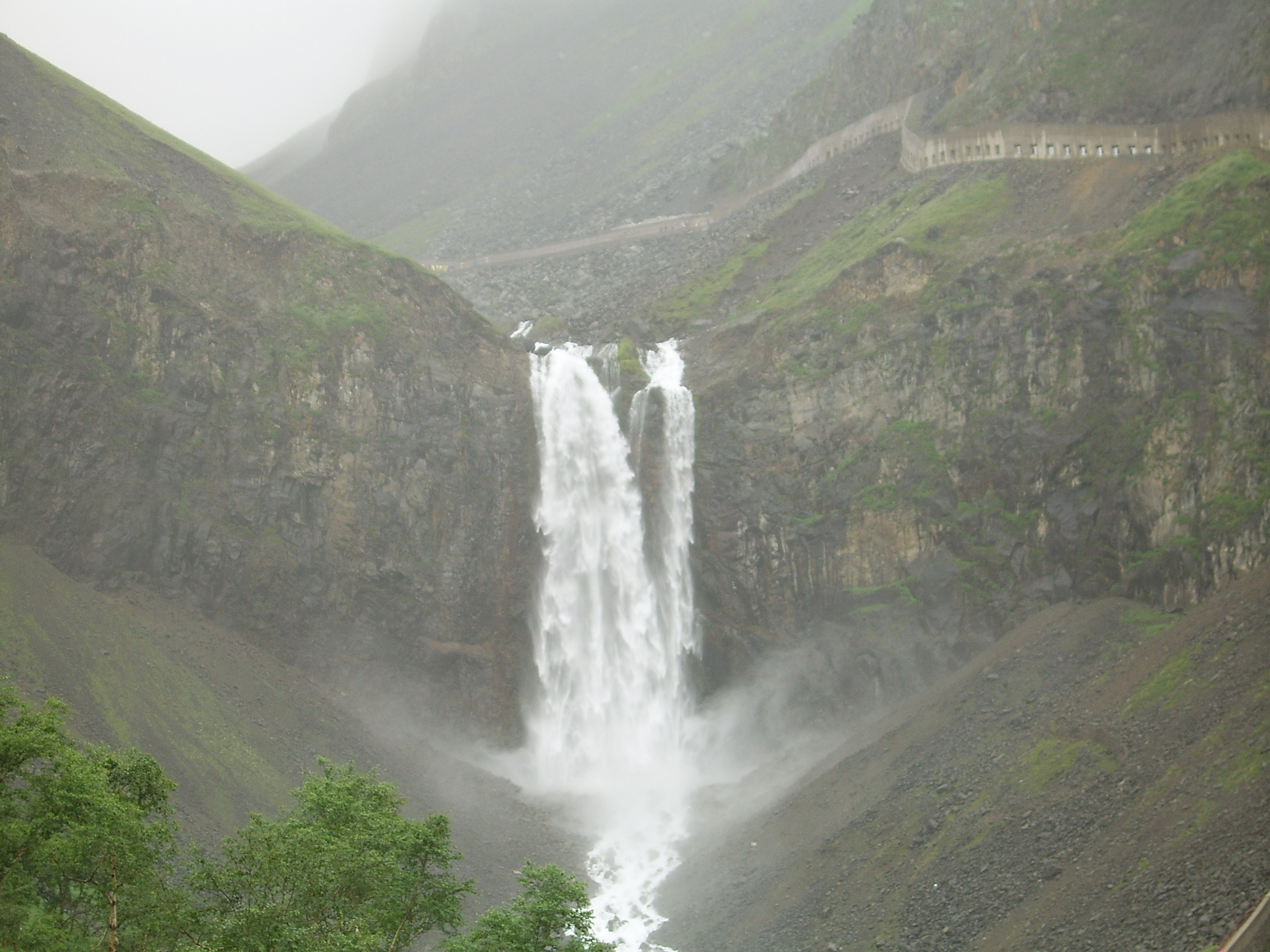
Водопад на реке Эрдаобайхэ

Небесное озеро занесено в Книгу рекордов Гиннесса как самое высокое кратерное озеро в мире — высота поверхности воды составляет 2189 м.
Озеро имеет площадь 9,82 км², с середины октября по середину июня водная поверхность покрыта льдом. Вода очень прозрачная. В озере водится несколько видов рыб, по большей части речная мальма.
Кратер образовался в результате сильного извержения в 969 году (± 20 лет).
Берега озера очень крутые, во многих местах почти отвесные. Питание дождевое, сток воды происходит через реку Эрдаобайхэ, которая является одним из притоков Сунгари. Вытекающая из озера на север река образует в стенке кратера глубокое ущелье с обрывистыми уступами, где образуются водопады. Самый большой из них находится у внешнего края кратера и имеет высоту около 50 м. Немного западнее истока реки Эрдаобайхэ по внутреннему склону кратера к озеру спускается небольшой ледник.
Впервые описание вулкана и кратерного озера дал русский исследователь И. И. Стрельбицкий. В 1895 году его экспедиция изучила реку Тумыньцзян (Туманган) и озеро Чхонджи.

## Различные факты
- Озеро Чхонджи — одно из самых живописных озёр в системе Амура. Красочное его описание оставил инженер и писатель Н. К. Гарин-Михайловский, участвовавший в экспедиции по исследованию сухопутных и водных маршрутов из южного Приморья в Порт-Артур в 1898 году. Он посвятил ему следующие восхищённые слова — «как самый лучший изумруд сверкало это зелёное, прозрачное, чудное озеро, все окружённое чёрными, иззубренными замками или развалинами этих замков».

- В соответствии с северокорейской легендой, к горному озеру с небес спустился Хванун, отец основателя первого корейского государства Кочосон. Кроме того, официальная биография Ким Чен Ира утверждает, что он также родился около Небесного озера.

- Среди местного населения бытует легенда о живущем в озере чудовище, которое якобы даже удалось заснять на видео.

- Другие известные озёра, называющиеся Тяньчи, расположены на острове Тайвань и в Синьцзян-Уйгурском автономном районе.